# Egeskov
Egeskov je vodní hrad v Dánsku, na ostrově Fyn. Jde o nejzachovalejší renesanční vodní hrad v Evropě. Byl postaven v roce 1554, stavitelem byl Frands Brockenhuus. Hrad je dosud v soukromých rukou. Podle pověsti padl na vybudování základů celý dubový les, odtud název Egeskov, což v překladu značí právě dubový les. Původně byl jedinou přístupovou cestou padací most, v současnosti už voda neobklopuje zámek celý. Unikátní byl vodovodní systém, jeden z prvních v Evropě. Většina hradu je přístupná veřejnosti, kromě oblastí, které využívají hrabě Michael Ahlefeldt-Laurvig-Bille a hraběnka Caroline Ahlefeldt-Laurvig-Bille. Ve volně přístupných částech je muzeum historických automobilů, motocyklů, letadel, vrtulníků, sanitek a hasičských vozů a také muzeum zemědělství.